# Ptochophyle pulverulenta
Ptochophyle pulverulenta är en fjärilsart som beskrevs av W. Warren 1897. Ptochophyle pulverulenta ingår i släktet Ptochophyle och familjen mätare. Inga underarter finns listade.